# Вахнецы
Вахнецы — деревня в Степановском сельском поселении Галичского района Костромской области России.

## География
Деревня расположена на северо-восточном берегу Галичского озера.

## История
Согласно Спискам населенных мест Российской империи в 1872 году деревня относилась к 1 стану Галичского уезда Костромской губернии. В ней числилось 13 дворов, проживало 26 мужчин и 32 женщины.
Согласно переписи населения 1897 года в деревне Вахнецово проживало 86 человек (30 мужчин и 56 женщин).
Согласно Списку населенных мест Костромской губернии в 1907 году деревня Вахнецово относилась к Быковской волости Галичского уезда Костромской губернии. По сведениям волостного правления за 1907 год в ней числилось 13 крестьянских дворов и 95 жителей. Основными занятиями жителей деревни, помимо земледелия, был малярный и плотницкий промыслы.
До муниципальной реформы 2010 года деревня входила в состав Толтуновского сельского поселения.

## Население
| 2008 | 2010 | 2012 | 2014 |
| ---- | ---- | ---- | ---- |
| 8    | ↘7   | ↗9   | ↘8   |